# غرب هيسليرتون
غرب هيسليرتون هي قرية صغيرة في شمال يوركشاير، إنجلترا، على بعد 6 أميال (10 كم) جنوب شرق بيكرينغ، تقع القرية داخل حدود المقاطعة التاريخية لللشرق ركوب يوركشاير.

## التاريخ
القرية هي موقع واحد من أكبر الحفريات الأثرية في بريطانيا، وهي مستوطنة كبيرة يبدو أنها كانت مشغولة لعدة قرون حتى حوالي 800 بعد الميلاد، ازدهرت المستوطنة خلال أواخر العصر الروماني / أوائل العصور الأنجلوسكسونية، ولكنها ربما كانت مشغولة لفترة طويلة قبل وصول الرومان إلى بريطانيا، يغطي الموقع أكثر من 110 فدان (45 هكتار) ويحتوي على آثار لأكثر من 200 مبنى، يُعتقد أن اسم القرية مشتق من كلمة "عسلي"، جنبا إلى جنب مع الشرق هيسلتون، فإنه يشكل الرعية المدنية في هيسلتون التي كان عدد سكانها 409 في تعداد عام 2001، مع بقاء السكان دون تغيير في تعداد عام 2011.
يمتد ممر يوركشاير ولدز واي الوطني وطريق المشاة سينتيناري واي جنوب القرية.
يلعب نادي هيسلتون للكريكيت في غرب هيسلتون ويلعب فريقين في دوري الكريكيت في سكاربورو بيكيت.

## الملكية
كانت القرية بأكملها مملوكة لعائلة واحدة لأكثر من 150 عامًا، حتى عام 2016، عندما تم طرح الأرض والممتلكات المتبقية في ملكية العقارات للبيع مقابل 20 مليون جنيه إسترليني بعد وفاة مالكها الأخير، إيف داوناي، في عام 2010، كانت الآنسة دوناي حفيدة وليام هنري دوناي، وفيسكونت داون، واللفتنانت كولونيل، آرثر دي فيري كابيل، فيسكونت مالدن، ابن إيرل إسيكس السادس.
تم شراء العقار بواسطة البنويسي، وهي شركة مقرها نورفولك للاستثمار العقاري والعقاري تسيطر عليها العد الإيطالي لوكا رينالدو كونتاردو بادولي دي فيجينولو.

## المواصلات
يمر الطريق الجذع A64 عبر القرية، يتم تشغيل خدمة حافلات يوركشاير كوستلينر العادية التي توفر وصلات إلى سكاربورو ومالتون ويورك وليدز من قبل ترانسديف بلازيفيلد، خدم غرب هيسلتون بواسطة محطة سكة حديد هيسلتون في يورك إلى سكاربورو لاين بين 1845 و1930.

## مشاهير
- جون هنري هوتون [12]